# Alizée
Alizée Jacotey, född 21 augusti 1984 i Ajaccio på Korsika, är en fransk sångerska. Hon är mer känd som bara Alizée. Hon har idag sålt sex miljoner album och singlar över hela världen. Hon upptäcktes av Mylène Farmer då hon deltog i TV-programmet "Graines de Star", en talangtävling år 1999. Alizée har därefter släppt två studioalbum, i samarbete med Mylène Farmer som skrivit texten och Laurent Boutonnant som skrivit musiken.
Hennes första album som släpptes år 2000 heter Gourmandises och sålde platina redan tre månader efter att det hade släppts. Albumet blev en stor succé både i Frankrike och utomlands. Efter att albumet släppts internationellt blev Alizée den franska sångerska som sålde bäst. Albumet innehöll bland annat hitsingeln "Moi... Lolita" som toppade musiklistorna i större delen av Europa och östra Asien när den släpptes. Singeln skapade även en bild av Alizée som en "lolita".
Efter Gourmandises kom albumet Mes courants électriques år 2003. Albumet blev också en framgång, men inte i samma utsträckning som hennes debutalbum. Sedan albumet släppts turnerade Alizée i Frankrike, Belgien och Schweiz. Några av konserterna spelades in och i slutet av 2004 släpptes ett livealbum med titeln Alizée En concert.
Alizée tog sedan en paus från karriären men återvände med ett nytt studioalbum fyra och ett halvt år senare. Den 3 december 2007 släppte hon sitt tredje studioalbum Psychédélices. Ett samlingsalbum med titeln Tout Alizée släpptes endast i Mexiko bara en vecka efter studioalbumet. År 2008 gjorde hon fem konserter där.
Alizée arbetade under 2009 på sitt fjärde studioalbum som skulle komma att bli något annorlunda än hennes tidigare album. I slutet av mars 2010 släpptes Une enfant du siècle ("A child of the century").

## Biografi

### 1984–1999: Före berömmelsen
Alizée började dansa vid tidig ålder och var skicklig redan som fyraåring. Ett år senare då hon var fem år togs hon in vid en dansskola i Korsika vid namn Ecole de Danse Monique Mufraggi. Hon stannade och tränade där ända tills hon var femton år. År 1995, då hon var elva år, vann hon en teckningstävling organiserad av det franska flygbolaget Air Outre Mer, där barn fick rita och fylla i ett flygplans utsida med färg. Hennes design vann första pris och förutom att ett av företagets flygplan målades om precis efter hennes teckning och döptes efter henne, vann hon en resa till Maldiverna.
År 1999 ansökte hon om att få vara med i TV-programmet "Graines de Star", en talangtävling uppdelad i dans och sång. Hon ville från början delta i danstävlingen, men eftersom bara dansgrupper fick delta där och inte solodansare, beslöt hon sig för sångtävlingen istället. I programmet sjöng hon låten "Ma Prière", en singel av Axelle Red från 1997. Hon vann till slut priset "Meilleure Graine" som den mest lovande unga sångerskan.

### 2000–2002: Gourmandises
Hennes framträdande sågs av låtskrivarna Mylène Farmer och Laurent Boutonnat som letade efter en ung sångerska till sitt nya projekt. Efter ett par auditions valdes Alizée ut. Farmer och Boutonnat skrev sedan Alizées första studioalbum Gourmandises (Delikatesser). De hade hela tiden kontroll över hur Alizées bild för allmänheten skulle se ut och de framträdanden hon gjorde. Albumet blev en succé inte bara i Europa utan även i Mexiko och kom att sälja 800 000 exemplar på endast tre månader. Den första singeln "Moi... Lolita" (Jag... Lolita) släpptes den 4 juli 2000 och kom att bli hennes mest framgångsrika låt någonsin. Singeln certifierades bland annat guld både i Nederländerna och Tyskland. Den blev även populär ända borta i Kanada och Japan. Musikvideon visar först Alizée som en flicka som lever på landet. Hon får sedan pengar av en man som förklarar sin kärlek till henne. Tillsammans med sin lillasyster åker hon med buss till en nattklubb där man ser henne dansa.
Den 14 november 2000, bara en vecka innan albumet skulle släppas, vann Alizée ett M6 Award. Innan året var slut hann Alizée släppa sin andra singel "L'Alizé" (Passadvinden) som blev hennes första att toppa singellistan i Frankrike efter att hennes första inte lyckats ta sig förbi andra platsen. Låten sålde även 700 000 exemplar i Frankrike. Även denna låt lyckades bra utomlands. Musikvideon som spelades in i en studio i Bryssel visar Alizée hoppande omkring bland riktiga såpbubblor på en 25 gånger 10 meters yta med rosa bakgrund. Vid NRJ Music Awards år 2000 tog hon hem priset för årets mest lovande franska sångerska.
Det var år 2001 som debutalbumet Gourmandises släpptes internationellt. Alizée blev som sjuttonåring den bäst säljande franska sångerskan år 2001. Albumet kom att sälja fler än 2 miljoner exemplar över hela världen och blev därmed hennes mest framgångsrika. I april kom den tredje singeln, en ballad med titeln "Parler tout bas" (Tala mjukt). Låten lyckades inte så bra som de två tidigare singlarna och listades endast i Frankrike och Belgien. Musikvideon visar Alizée ute i en mörk skog på dagtid med inslag av regn samt levande dockor. Under året gjorde Alizée framträdanden som Farmer och Boutonnat planerat för att främja försäljningen av hennes singlar. När den singel släpptes gjorde Alizée ett antal liveframträdanden i olika TV-program, där hon sjöng sin låt.
I augusti släpptes den fjärde och sista singeln från albumet med titeln "Gourmandises" (Delikatesser), precis som albumet själv. Denna kom att få lägre listplaceringar än "Parler tout bas" i Frankrike och Belgien, även om den dessutom gick in på Schweiz singellista. Musikvideon visar Alizée med en grupp andra ungdomar i naturen, de har trevligt tillsammans och har bland annat en picknick. Videon tog endast en dag att spela in. År 2001 var Alizée även med i ett franskt TV-program som hette "Stars à domicile". Programmet som visades den 1 juli följde Alizée som skulle överraska ett av sina fans på födelsedagen, en ung flicka vid namn Julia. Alizée framförde "Parler tout bas" i studion. Alizée fick ett pris vid World Music Awards år 2002 som den bäst säljande franska artisten.

### 2003–2006: Mes courants électriques
Alizée kom tillbaka år 2003 med sitt andra studioalbum Mes courants électriques (Mina elektriska strömmar). Detta album skrevs även det av Farmer och Boutonnat. Med albumet försvann Alizées bild som en "Lolita" och en bild av en lugnare tonåring bildades istället. Albumet blev inte lika framgångsrikt som hennes första, trots att det lyckades bra både i Frankrike och i andra länder. Förutom en fransk version av albumet släpptes både en internationell version som innehöll fyra av de franska låtarna översatta till engelska, samt en japansk version. De låtar som översatts var de två första singlarna från albumet samt låtarna "Amélie m'a dit" och "Youpidou". I Frankrike sålde albumet 400 000 exemplar.
Den första singeln "J'en ai marre!" (I'm Fed Up!) släpptes i februari strax innan albumet kom ut. Låten kom att bli den mest framgångsrika från albumet och låg som bäst på fjärde plats på den franska singellistan samt femma i både Belgien och Schweiz. Även en engelsk version av låten släpptes som singel. Musikvideon visar Alizée som sjunger i en glasbur medan det rinner vatten. Buren som var tillverkad av plexiglas hade en storlek på 3 gånger 3 meter. Videon spelades in i en studio i Paris och det filmades i två dagar. Musikvideon för den engelska versionen "I'm Fed Up!" spelades in samtidigt och liknar den franska versionen. Den andra singeln "J'ai pas vingt ans" (I'm Not Twenty) släpptes i juni 2003. Musikvideon liknar ett konsertframträdande. Alizée sjunger på en scen med ett band som spelar instrument i bakgrunden medan Alizée dansar med en grupp andra dansare. Videon innehåller även inslag där hon själv spelar trummor. Den engelska versionen av låten med titeln "I'm Not Twenty" spelades in samtidigt och liknar den franska versionen.
Den tredje och sista singeln från albumet "À contre-courant" (Emot strömmen) släpptes i oktober. Den gav henne sin lägsta listplacering av singlarna från Mes courants électriques i Frankrike, en tjugoandra plats. Musikvideon till "À contre-courant" filmades i Belgien i en övergiven fabriksbyggnad som tidigare använts för att rengöra kol. Den 40 meter höga och 20 000m² stora byggnaden hade stått tom sedan 1969, då kolgruvorna i närheten lagts ner. Videon visar både utsidan och insidan av byggnaden och börjar med att Alizée går in i den. Väl inne visar videon hur Alizée följer efter en man som gör akrobatiska konster. Till skillnad från de två förra singlarna från albumet fanns det ingen engelsk version av "À contre-courant". År 2003 var Alizée med i TV-programmet "Stars à domicile" åter en gång. Programmet visades den 23 augusti 2003 och följde Alizée som skulle överraska ett av sina fans, en tonårig tjej vid namn Jessica. Alizée framförde "J'ai pas vingt ans" i studion.
Efter att ha släppt sitt andra studioalbum åkte Alizée på en konsertturné genom Frankrike under hösten 2003. Totalt gjorde hon 42 stycken konserter. Det började med en konsert i Paris den 26 augusti 2003 och avslutades med en konsert den 17 januari 2004 även den i Paris. Två av konserterna hölls utanför Frankrike. Den första var i Bryssel i Belgien den 12 oktober och den andra var i Genève i Schweiz den 11 november. Av de 40 konserter som gjordes i Frankrike gjordes totalt 8 i huvudstaden Paris. Dessa var de sju första konserterna mellan den 26 augusti och den 4 september på Olympia samt den allra sista den 17 januari på Le Zénith. Den sista konserten var även den enda som hölls år 2004. Några av konserterna spelades in och den 18 oktober 2004 släpptes en CD och en DVD separat med titeln Alizée En concert. CD-skivan innehöll de flesta låtar från hennes två första studioalbum som hon hade framfört under sina konserter. DVD-skivan innehöll själva konsertframträdandena samt bonusmaterial som bilder från repetitionerna.
Alizée En concert släpptes igen i Mexiko år 2007 som CD + DVD efter att låtarna från hennes två första studioalbum blivit populära där. Tack vare att livealbumet släpptes på nytt, ökade intresset för Alizée och låtarna steg på musiklistorna i Mexiko. Albumet blev en hit och låg som högst på fjärde plats på den mexikanska albumlistan i slutet av maj 2007. Albumet certifierades guld i Mexiko då 50 000 exemplar sålts. De stora framgångarna i Mexiko ledde till att Alizée satsade på sitt tredje studioalbum Psychédélices där istället för i Frankrike.

### 2007–2009: Psychédélices

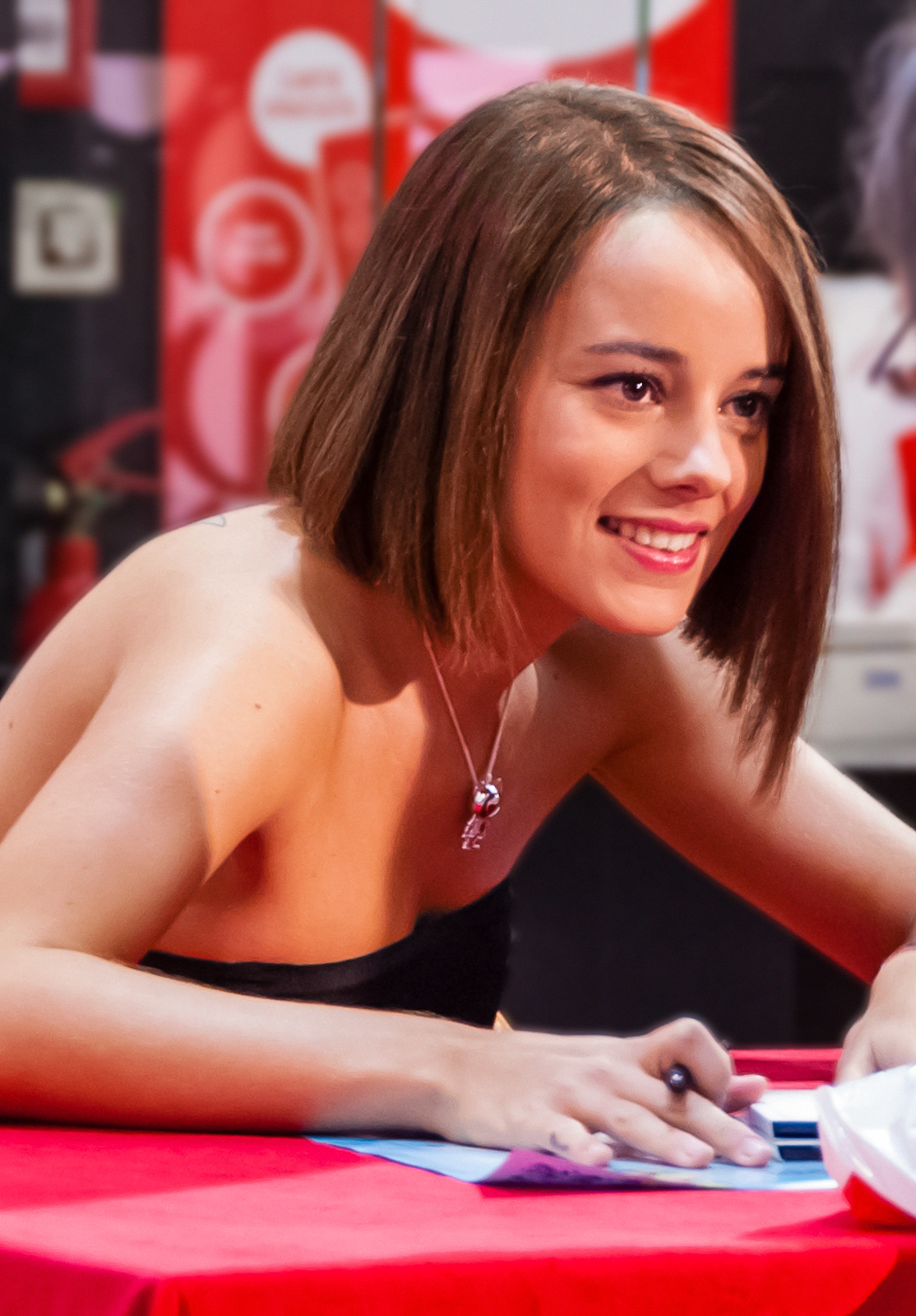
Alizée skriver autografer i Paris 2007.

Efter sin konsertturné och släppning av sitt livealbum tog Alizée sin längsta paus i karriären. I slutet av 2003 hade hon gift sig med den franske sångaren Jérémy Châtelain, som också är far till hennes dotter Annily som hon fick under denna tid. I fyra år höll hon sig undan från rampljuset innan hon återvände med sitt tredje studioalbum Psychédélices som kom ut den 3 december 2007. Den här gången hade hon ingen hjälp av varken Mylène Farmer eller Laurent Boutonnat som producerat hennes två första studioalbum tillsammans. Albumet som innehöll elva låtar kom att släppa två singlar och gavs ut av skivbolaget RCA istället för UMG som hade gett ut de två tidigare. Alizée samarbetade med flera låtskrivare den här gången, bland annat Bertrand Burgalat, Daniel Darc, Oxmo Puccino, Jérémy Chatelain, Michel-Yves Kochmann och Jean Fauque. Albumet marknadsfördes på både radio, TV och internet aktivt under hela december.

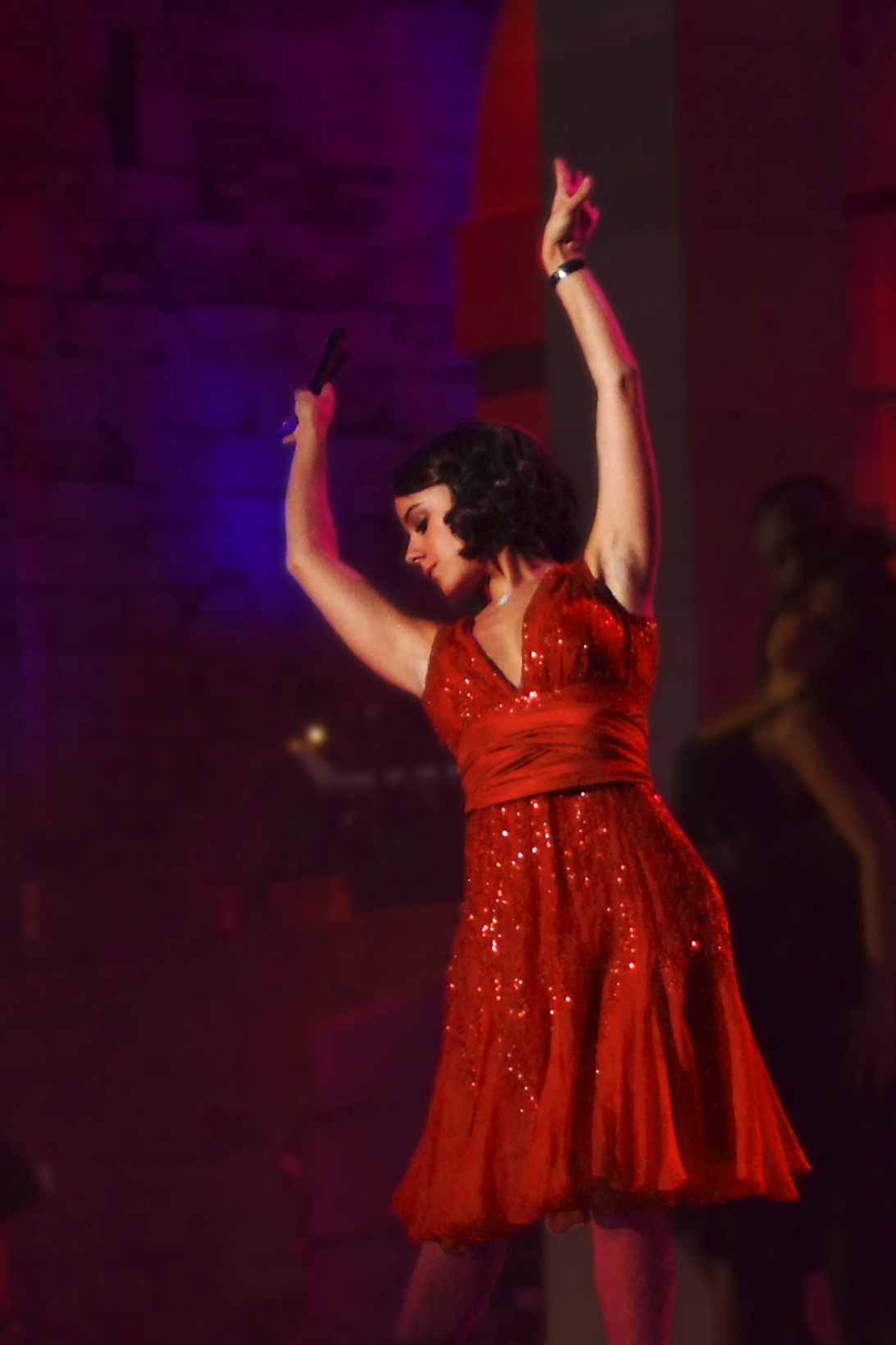
Alizée i Les Enfoirés 2008 i Strasbourg.

Den första singeln "Mademoiselle Juliette" släpptes officiellt den 30 september 2007 men hade av misstag släppts för nedladdning på Virgin Megastores hemsida en vecka för tidigt, något som snabbt rättades till. Singeln låg på plats 13 på nedladdningslistan i Frankrike. För att främja försäljningen av singeln var Alizée med i ett radioprogram på NRJ tre dagar innan den skulle släppas. Musikvideon kunde för första gången ses den 16 november på MSN Frankrikes hemsida. Videon som regisserades av Julien Rotterman visar Alizée som dansar i ett medeltida slott med ett flertal andra personer. I början av nästa år släpptes videon på CD.
Den andra singeln har titeln "Fifty-Sixty" och läckte ut på nätet två månader innan albumet släpptes. Singeln släpptes officiellt i februari 2008. Låtens text berättar om en ung modell under övervakning av Andy Warhol, möjligen inspirerat av den riktiga livsberättelsen om Edie Sedgwick. Tre musikvideor till låten släpptes varav två tillhörde två remixer. Musikvideon till albumversionen av "Fifty-Sixty" regisserades av Yanick Saillet och släpptes i maj 2008. Videon visar Alizée och hennes väninnor i en lägenhet, de provar olika kläder och accessoarer och bland annat går de på en catwalk. Videon är i svartvitt men innehåller många inslag av färggranna specialeffekter.
I mars 2008 besökte Alizée Mexiko för första gången för att marknadsföra Psychédélices där. Den 5 mars skulle hon hålla sin andra autografskrivning någonsin under sin karriär men den fick avbrytas efter problem med butikssäkerheten. Alizée höll en presskonferens efteråt där hon bad om ursäkt till sina mexikanska fans och förklarade att det inte var hennes fel. Man hade inte förväntat sig så mycket folk på plats och flera staket hade gått sönder. Alizée meddelade att hon skulle hålla en nya autografskrivning när hon återvände för sina turné. Den första konserten hon gjorde under sin Psychédélices-turné gjordes den 18 maj i Moskva i Ryssland. Hon återvände till Mexiko i juni och gjorde fem konserter mellan den 17 och den 25 juni, varav de två första i huvudstaden Mexico City.
Den nya autografskrivningen hölls dagen efter den sista konserten och över 300 CD-skivor blev signerade. En CD- + DVD-version av Alizées tredje studioalbum släpptes samma dag som Alizée hade gjort sin sista konsert med titeln Psychédélices - Mexican Tour Edition. Den nya versionen innehöll de vanliga spåren från Psychédélices, remixer och musikvideor på singlarna, samt en cover på Madonnas singel "La Isla Bonita". Covern blev genast en hit och är den första låten från Alizée som placerat sig inom topp tio på den mexikanska singellistan. Alizée hade tidigare framfört låten "La Isla Bonita" år 2003 under ett av sina marknadsföringsframträdanden för sitt andra studioalbum Mes courants électriques i ett franskt TV-program. Alizée har sagt att Madonna har varit en av hennes stora influenser och att en av hennes drömmar är att de skulle sjunga en duett tillsammans. Psychédélices - The Mexican Tour Edition sålde fler än 50 000 exemplar i Mexiko och certifierades guld. Alizée gjorde även ett kort inhopp i en mexikansk såpopera under sin tid där.
Bara en vecka efter att Psychédélices hade släppts släppte dessutom skivbolaget UMG ett samlingsalbum med titeln Tout Alizée i Mexiko den 10 december 2007 som CD + DVD. Samlingsalbumet innehåller låtar från hennes två första studioalbum som båda två hade getts ut under UMG. Förutom elva låtar från albumen innehöll CD-skivan även fyra stycken remixer av tre av singlarna. DVD-skivan innehåller sju musikvideor från de nio singlar som Alizée släppte från albumen, samt en dokumentär.
Det var meningen att Alizée skulle hålla en konsert i Paris i Frankrike den 28 mars 2009, en konsert som redan flyttats fram till ett nytt datum. Konserten som kunde blivit Alizées första i Frankrike sedan hon avslutade sin turné i Frankrike den 17 januari 2004 avbröts. Trots detta genomförde hon en konsert i Mexiko endast 20 dagar senare. Denna konsert blev den sista under hennes Psychédélices-turné. Efter detta meddelade Alizée att hon arbetade på ett nytt album som skulle bli något annorlunda än hennes tidigare album.

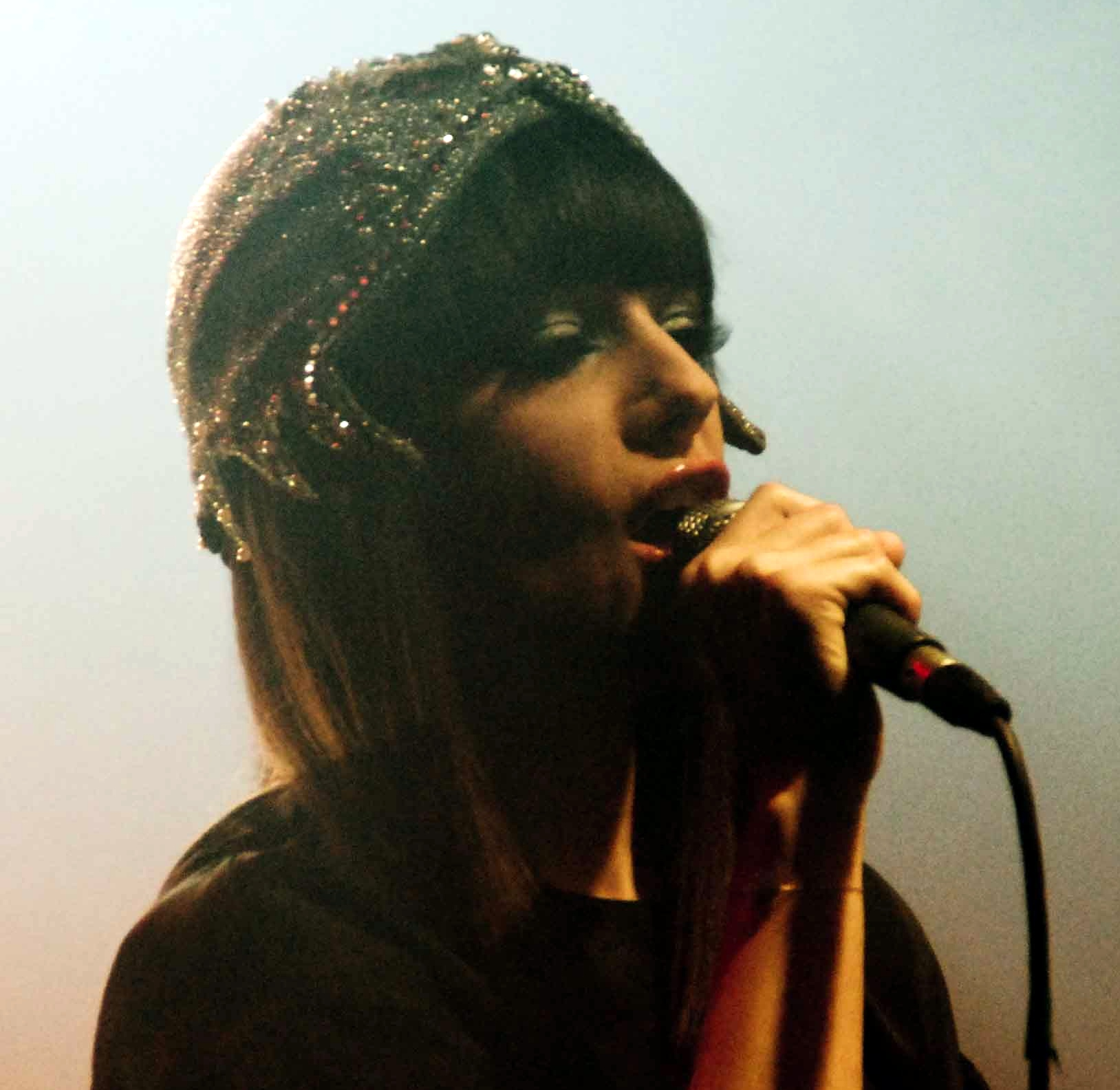
Alizée framför låtarna från sitt nya album 2010.

| Datum         | Stad           | Land      | Plats               |
| ------------- | -------------- | --------- | ------------------- |
| 18 maj 2008   | Moskva         | Ryssland  | Operetta Theatre    |
| 17 juni 2008  | Mexico City    | Mexiko    | Auditorio Nacional  |
| 18 juni 2008  | Mexico City    | Mexiko    | Auditorio Nacional  |
| 20 juni 2008  | Guadalajara    | Mexiko    | Auditorio Telmex    |
| 21 juni 2008  | Puebla         | Mexiko    | Auditorio Siglo XXI |
| 25 juni 2008  | Monterrey      | Mexiko    | Arena Monterrey     |
| 28 mars 2009  | Paris          | Frankrike | Le Grand Rex        |
| 18 april 2009 | Aguascalientes | Mexiko    | San Marcos Fair     |

### 2010–2011: Une enfant du siècle
Det fjärde studioalbumet släpptes den 29 mars 2010 i Frankrike med titeln Une enfant du siècle. En singel släpptes en vecka tidigare med titeln "Les Collines (Never Leave You)". Den debuterade som tvåa på iTunes Mexikos lista. Låten "Limelight" från albumet släpptes redan 15 februari som en promosingel. Musikvideon till singeln "Les Collines (Never Leave You)" laddades upp på Alizées officiella Youtubekanal den 19 mars, tre dagar innan den släpptes. Hennes kanal var den mest sedda musikkanalen i världen den dagen. Albumet marknadsfördes inte speciellt mycket och blev därmed inte lika framgångsrikt som hennes tidigare album hade blivit. Albumet ska vara löst baserat på Edie Sedgwicks liv. På det här albumet har hon samarbetat med flera franska electro-grupper som Chateau Marmont, David Rubato, Jerome Echenoz, Rob och Tahiti Boy. Endast en singel släpptes från albumet, vilket betyder att Alizée därmed har släppt en singel mindre för varje nytt studioalbum, då fyra singlar släpptes från hennes första, tre singlar släpptes från hennes andra och två singlar släpptes från hennes tredje.
År 2011 var Alizée med i Les Enfoirés för sjätte gången. Hon spelade in singeln "Des Richochets" tillsammans med massvis av andra artister för Unicef. I början av 2011 meddelade Alizée att hon samarbetade med Alain Chamfort för hans nya album och även att hon själv planerade ett nytt femte studioalbum för våren 2012.

## Privatliv
Alizée gifte sig 2003 med den franska sångaren Jérémy Châtelain och har tillsammans med honom en dotter vid namn Annily som föddes den 29 april 2005.
Jérémy och Alizée skilde sig 2012. Under inspelningen av Dance avec les stars  våren 2013 mötte hon sin nuvarande kärlek Grégoire Lyonnet. De gifte sig på Korsika 2016 och fick en dotter i november 2019.
Trots att hon är mest känd som sångerska föredrar Alizée att dansa, och är ganska skicklig i flera dansstilar. Hon gillar även fotboll.
Alizée deltar aktivt i välgörenhet genom bland annat Les Enfoirés, en grupp franska kändisar som samlar in pengar genom konserter varje år. Hon deltog i Les Enfoirés åren 2001, 2002, 2008, 2009, 2010, 2011, 2012 och 2013.

## Diskografi

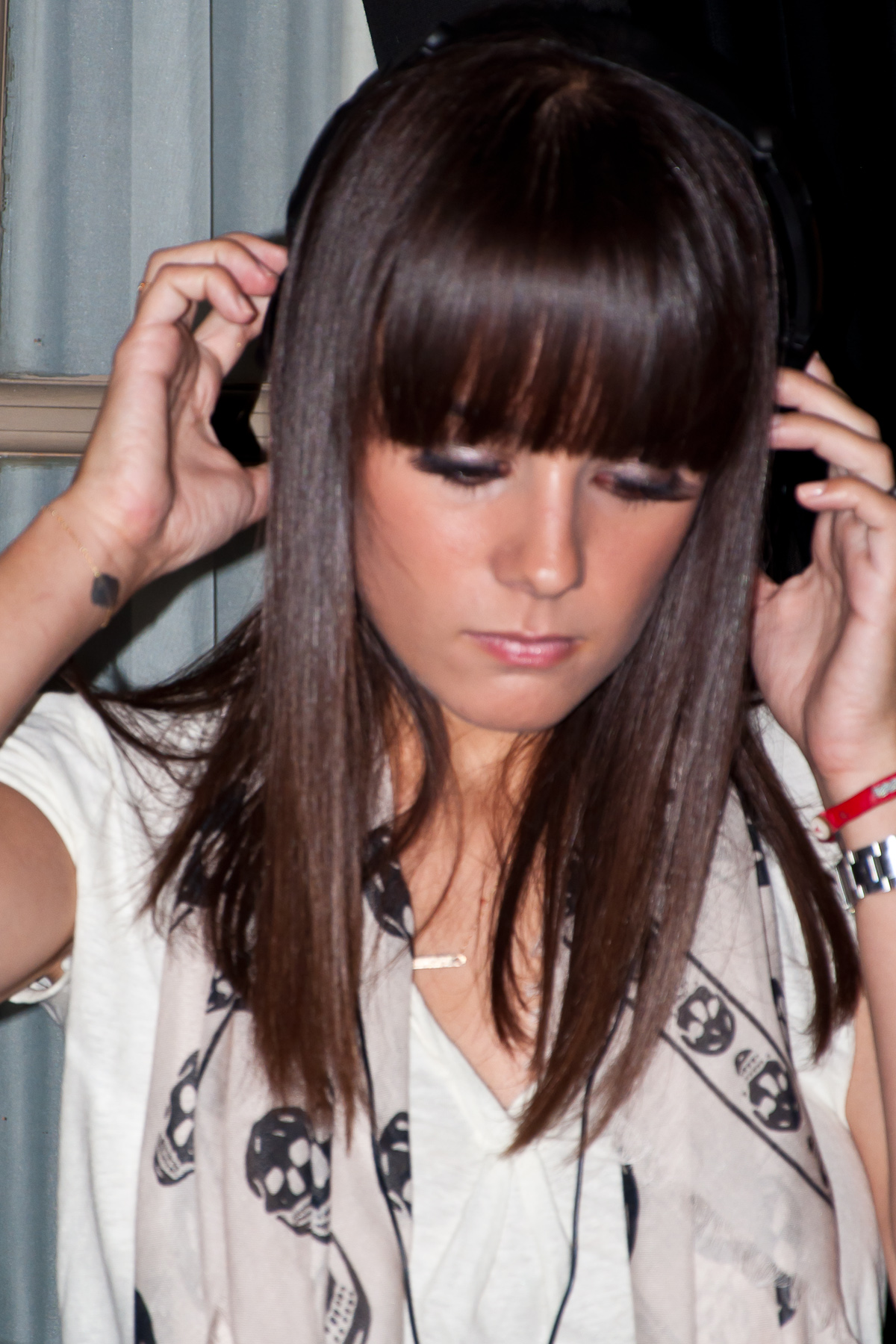
Alizée som gäst-DJ på Ritz Hotel i Paris.

### Studioalbum
| År   | Album                                           | Topplaceringar | Topplaceringar | Topplaceringar | Topplaceringar | Topplaceringar | Topplaceringar | Topplaceringar | Topplaceringar | Topplaceringar |
| År   | Album                                           | Belgien        | Finland        | Frankrike      | Mexiko         | Nederländerna  | Polen          | Schweiz        | Tyskland       | Österrike      |
| ---- | ----------------------------------------------- | -------------- | -------------- | -------------- | -------------- | -------------- | -------------- | -------------- | -------------- | -------------- |
| 2000 | Gourmandises - Släppt: 21 november 2000         | 7              | 26             | 1              | —              | 36             | —              | 27             | —              | 40             |
| 2003 | Mes courants électriques - Släppt: 18 mars 2003 | 9              | —              | 2              | —              | —              | 41             | 13             | 26             | —              |
| 2007 | Psychédélices - Släppt: 3 december 2007         | 50             | —              | 16             | 15             | —              | —              | 99             | —              | —              |
| 2010 | Une enfant du siècle - Släppt: 29 mars 2010     | 60             | —              | 24             | 22             | —              | —              | —              | —              | —              |
| 2013 | 5 - Släppt: 25 mars 2013                        | —              | —              | —              | —              | —              | —              | —              | —              | —              |
| 2014 | Blonde - Släppt: 23 juni 2014                   | —              | —              | —              | —              | —              | —              | —              | —              | —              |

### Samlingsalbum
| År   | Album                                  | Topplaceringar | Topplaceringar | Topplaceringar | Topplaceringar | Topplaceringar | Topplaceringar | Topplaceringar | Topplaceringar | Topplaceringar |
| År   | Album                                  | Belgien        | Finland        | Frankrike      | Mexiko         | Nederländerna  | Polen          | Schweiz        | Tyskland       | Österrike      |
| ---- | -------------------------------------- | -------------- | -------------- | -------------- | -------------- | -------------- | -------------- | -------------- | -------------- | -------------- |
| 2007 | Tout Alizée - Släppt: 10 december 2007 | —              | —              | —              | 22             | —              | —              | —              | —              | —              |

### Livealbum
| År   | Album                                       | Topplaceringar | Topplaceringar | Topplaceringar | Topplaceringar | Topplaceringar | Topplaceringar | Topplaceringar | Topplaceringar | Topplaceringar |
| År   | Album                                       | Belgien        | Finland        | Frankrike      | Mexiko         | Nederländerna  | Polen          | Schweiz        | Tyskland       | Österrike      |
| ---- | ------------------------------------------- | -------------- | -------------- | -------------- | -------------- | -------------- | -------------- | -------------- | -------------- | -------------- |
| 2004 | Alizée En concert - Släppt: 18 oktober 2004 | 70             | —              | 38             | 8              | —              | —              | —              | —              | —              |

### Singlar
| År   | Singel                           | Topplaceringar | Topplaceringar | Topplaceringar | Topplaceringar | Topplaceringar | Topplaceringar | Topplaceringar | Topplaceringar | Topplaceringar | Topplaceringar | Topplaceringar |
| År   | Singel                           | Belgien        | Danmark        | Frankrike      | Italien        | Nederländerna  | Ryssland       | Schweiz        | Sverige        | Storbritannien | Tyskland       | Österrike      |
| ---- | -------------------------------- | -------------- | -------------- | -------------- | -------------- | -------------- | -------------- | -------------- | -------------- | -------------- | -------------- | -------------- |
| 2000 | "Moi... Lolita"                  | 2              | 9              | 2              | 1              | 2              | —              | 11             | 52             | 9              | 5              | 5              |
| 2000 | "L'Alizé"                        | 5              | —              | 1              | —              | 63             | —              | 23             | —              | —              | 43             | 52             |
| 2001 | "Parler tout bas"                | 15             | —              | 12             | —              | —              | —              | —              | —              | —              | —              | —              |
| 2001 | "Gourmandises"                   | 21             | —              | 14             | —              | —              | —              | 70             | —              | —              | —              | —              |
| 2003 | "J'en ai marre!"                 | 5              | —              | 4              | 32             | —              | —              | 5              | 57             | —              | 21             | 43             |
| 2003 | "J'ai pas vingt ans"             | 20             | —              | 17             | —              | —              | —              | 60             | —              | —              | 59             | 60             |
| 2003 | "À contre-courant"               | 20             | —              | 22             | —              | —              | —              | 64             | —              | —              | —              | —              |
| 2007 | "Mademoiselle Juliette"          | —              | —              | 22             | —              | —              | 44             | —              | —              | —              | —              | —              |
| 2008 | "Fifty-Sixty"                    | —              | —              | —              | —              | —              | —              | —              | —              | —              | —              | —              |
| 2010 | "Les Collines (Never Leave You)" | —              | —              | —              | —              | —              | —              | —              | —              | —              | —              | —              |
| 2012 | "À cause de l'automne"           | —              | —              | 131            | —              | —              | —              | —              | —              | —              | —              | —              |